# Koromfarkú csuk
A koromfarkú csuk (Oenanthe melanura) a madarak osztályának verébalakúak (Passeriformes) rendjébe és a légykapófélék (Muscicapidae) családjába tartozó faj.
A magyar név forrással nincs megerősítve.

## Rendszerezése
A fajt Coenraad Jacob Temminck holland zoológus le 1824-ben, a Saxicola nembe Saxicola melanura néven. Sorolják a Cercomela nembe is, Cercomela melanura néven.

## Alfajai
- Oenanthe melanura airensis (Hartert, 1921)
- Oenanthe melanura aussae (Thesiger & Meynell, 1934)
- Oenanthe melanura lypura (Hemprich & Ehrenberg, 1833)
- Oenanthe melanura melanura (Temminck, 1824)
- Oenanthe melanura neumanni (Ripley, 1952)
- Oenanthe melanura ultima (Bates, 1933)[2]

## Előfordulása
Afrikában a Szahara alatti részén és a Közel-Keleten, Csád, Dzsibuti, Egyiptom, Eritrea, Etiópia, Izrael, Jemen, Jordánia, Mali, Niger, Omán, Palesztina, Szaúd-Arábia, Szomália, Szudán és Szíria területén honos. Kóborlásai során eljut Gambiába, Kuvaitba és az Egyesült Arab Emírségekbe is.
Természetes élőhelyei a szubtrópusi vagy trópusi cserjések, sziklás környezetben és sivatagok. Állandó, nem vonuló faj.

## Megjelenése
Testhossza 14 centiméter, testtömege 13–18 gramm. Tollazata szürke-barna, fekete farokkal.
|  |

## Életmódja
Rovarokkal táplálkozik, de bogyókat is fogyaszt.

## Szaporodása
Fészekalja 3-4 tojásból áll.

## Természetvédelmi helyzete
Az elterjedési területe rendkívül nagy, egyedszáma pedig stabil. A Természetvédelmi Világszövetség Vörös listáján nem fenyegetett fajként szerepel.